# (3680) Sasha
(3680) Sasha es un asteroide perteneciente al cinturón de asteroides, descubierto el 28 de junio de 1987 por Eleanor F. Helin desde el Observatorio del Monte Palomar, Estados Unidos.

## Designación y nombre
Designado provisionalmente como 1987 MY. Fue nombrado Sasha en homenaje a la tribu celta de los Condrusos de la Galia Bélgica.